# Addams Family – A galád család (film, 1991)
Az Addams Family – A galád család (eredeti cím: The Addams Family) 1991-ben bemutatott amerikai filmvígjáték, az Addams Family-filmsorozat első darabja. A filmet rendezői debütálásaként Barry Sonnenfeld rendezte, a főbb szerepekben Anjelica Huston, Raul Julia és Christopher Lloyd látható.
Az Addams Family egy képzelt személyekből álló csoport, melyet Charles Addams amerikai karikaturista alkotott meg, az eszményi amerikai család szatirikus megfordításaként; egy különc, gazdag család, melynek tagjai azt élvezik, ha az emberek bizarrnak vagy ijesztőnek találják őket. Eredetileg a The New Yorker magazin rajzfilmsorozataként jelent meg, ami az 1930-as években nagy népszerűségre tett szert. Azóta készült belőle televíziósorozat és videójáték is. A karakterek eredetileg nem voltak kidolgozva, sőt még nevet sem adtak nekik.

## Történet
A jóravaló, rémes hagyományait hűen őrző Addams család idillje felett sötét felhők gyülekeznek. Egy tönk szélére jutott ügyvéd és egy rémes perszóna kiterveli, hogy a nő fiát (Christopher Lloyd) pénzszerzés céljával becsempészi Addamsékhez, elhitetve, hogy ő a családfő rég eltűnt bátyja. Az ál-nagybácsi csakhamar lelki válságba kerül: megszereti új családját...

## A család
Az Addams család tagjai: Gomez, Morticia, Pugsley, Wednesday, Fester bácsi, Nagymama, és Kuzin. A családhoz tartozik még a komornyik, Lurch, és Izé, egy testetlen kéz, aki Gomez gyerekkori barátja.
Addamsék a 0001-es házszám alatt laknak egy temető és egy mocsár mellett, egy komor udvarházban. (A negyedik részben a házszámot megváltoztatták 1313-ra.) Bár hátborzongató embereknek tűnnek, Addamsék mégsem gonoszak. Morticia példás anya, ő és Gomez szenvedélyesen szeretik egymást, támogatják gyermekeiket.

### Gomez
Gomez Alonzo Addams az Addams család feje. Kasztíliából származik, ő Morticia férje, Wednesday és Pugsley apja, Nagymama fia. A testvére Fester. Az eredeti rajzfilmekben köpcös, pisze orral  jelenik meg. A tévésorozatban, Gomezt jóképű és sikeres emberként festik le, bár van egy gyerekhez hasonló, különc lelkesedése mindenért, amit tesz, szeret a modellvonataival játszani és közben szivarozni. Bár békés ember, sokféle küzdősportban jártas. Ő és Morticia néha tőrökkel vívnak. Gomez végtelenül szereti feleségét. Azért tanult, hogy ügyvéd legyen, de ritkán gyakorolja hivatását. Örökségről és kiterjedt befektetéseiből rendkívül gazdag, de nem sokat törődik a pénzzel. A hátborzongató humorérzéke ellenére rendkívül nagylelkű ember.

### Morticia
Sápadt bőrű nő, gótikus megjelenéssel, de mégis elegáns. Néha varázsol, és az ujjhegyével gyertyákat gyújt, és ellazul. A testéből valóságos füstöt bocsát ki. Morticia igazi anyja Hester Frump volt (két epizódban), de később ő lett a Nagymama lánya, akit ezután Esmerelda Frump néven említenek. Morticiának van egy nővére, Ophelia.

### Wednesday, Pugsley
Gomez és Morticia gyermekei. Otthon taníttatják őket. Egy kísérletet tettek arra, hogy beírassák őket a helyi általános iskolába, de ez nem működött. Az első részben, a gyerekek egy általános iskolába járnak, ahol Wednesday-t megdicsérik az előadásáért. Mindkét gyerek a nagybácsijuk segítségével iskolai előadáson vesznek részt. A második részben nyári táborba küldik őket.
- Wednesday, második keresztneve Friday, csendes, visszahúzódó gyerek. A televíziós sorozatban egy édes-természetű, ártatlan, boldog gyerek, a háziállatpókjaival játszik. Kedvenc játéka a Marie Antoinette babája, amit nyaktilózott. Öccsét kínozza, vagy csak ártani akar neki (például beszíjazta őt egy villamosszékbe, és lehúzza a kapcsolót).
- Pugsley, a tévésorozatban egy odaadó báty és egy leleményes és mechanikus zseni. A filmekben elveszti az intelligenciáját és függetlenségét, és nővére segédjévé válik

### Fester, Nagymama
Egy igazi boszorkány, de belül nagylelkű.

## Szereplők
| Szerep                                    | Színész             | Magyar hang               | Magyar hang               |
| Szerep                                    | Színész             | 1. magyar változat (1991) | 2. magyar változat (2022) |
| ----------------------------------------- | ------------------- | ------------------------- | ------------------------- |
| Morticia Addams                           | Anjelica Huston     | Szegedi Erika             | Ráckevei Anna             |
| Gomez Addams                              | Raúl Juliá          | Végvári Tamás             | Lux Ádám                  |
| Fester Addams / Gordon Craven             | Christopher Lloyd   | Balázs Péter              | Kassai Károly             |
| Wednesday Addams                          | Christina Ricci     | Csondor Kata              | Engel-Iván Lili           |
| Pugsley Addams                            | Jimmy Workman       | Minárovits Péter          | Pál Dániel                |
| Nagymama                                  | Judith Malina       | Tábori Nóra               | Halász Aranka             |
| Lurch                                     | Carel Struycken     | nem szólal meg            | nem szólal meg            |
| Izé                                       | Christopher Hart    | nem szólal meg            | nem szólal meg            |
| Hogyishívják Kuzin                        | John Franklin       | nem szólal meg            | nem szólal meg            |
| Abigail Craven / Dr. Greta Pinder-Schloss | Elizabeth Wilson    | Molnár Piroska            | Kiss Erika                |
| Tully Alford, Addamsék ügyvédje           | Dan Hedaya          | Szersén Gyula             | Háda János                |
| Margaret Alford / Margaret Addams         | Dana Ivey           | Borbás Gabi               | Zakariás Éva              |
| Womack bíró                               | Paul Benedict       | Szokolay Ottó             | Rosta Sándor              |
| Ophelia Addams                            | Allegra Kent        |                           |                           |
| sütiárus cserkészlány                     | Mercedes McNab      | Vadász Bea                |                           |
| önmaga                                    | Sally Jessy Raphael | Győry Franciska           |                           |
| Susan Firkins, Wednesday tanárnője        | Lela Ivey           | Györgyi Anna              |                           |

## Díjak és jelölések
- BAFTA-díj (1992) – Legjobb látványtervezés jelölés: Richard MacDonald
- BAFTA-díj (1992) – Legjobb smink és maszk jelölés
- Golden Globe-díj (1992) – Legjobb színész – zenés film és vígjáték kategória jelölés: Anjelica Huston
- Oscar-díj (1992) – Legjobb jelmeztervezés jelölés: Ruth Myers

## Filmzene
1. Caroling Company – „Carol of the Bells”
2. Vic Mizzy – „Az Addams család” (1964) Theme
3. The Kipper Kids – „Playmates”
4. Beniamino Gigli – „Oh Sole Mio”
5. „The Mooche”
6. „This Is The Way We Roll”
7. Carole Koenig – „La Folia”
8. "Getting to know you"
9. „Too Legit To Quit”
10. Raúl Juliá és Christopher Lloyd – „Mamushka”
11. „Burn It Up”
12. „Sally Jessy Raphael”
13. MC Hammer – „Addams Groove”

## Fordítás
- Ez a szócikk részben vagy egészben  a   The Addams Family (film) című angol Wikipédia-szócikk fordításán alapul.  Az eredeti cikk szerkesztőit annak laptörténete sorolja fel. Ez a jelzés csupán a megfogalmazás eredetét és a szerzői jogokat jelzi, nem szolgál a cikkben szereplő információk forrásmegjelöléseként.
- Ez a szócikk részben vagy egészben  a   The Addams Family című angol Wikipédia-szócikk fordításán alapul.  Az eredeti cikk szerkesztőit annak laptörténete sorolja fel. Ez a jelzés csupán a megfogalmazás eredetét és a szerzői jogokat jelzi, nem szolgál a cikkben szereplő információk forrásmegjelöléseként.